# ستانلي روبرتس
ستانلي روبرتس (بالإنجليزية: Stanley Roberts)‏ مواليد 7 فبراير 1970 في كارولاينا الجنوبية، هو لاعب كرة سلة أمريكي سابق. بدأ مسيرته الاحترافية في سنة 1990. تم اختياره من قبل فريق أورلاندو ماجيك خلال الدرافت. حمل الرقم 53. يبلغ طوله 7 قدم 0 بوصة (2.1 م). اعتزل اللعب في 2004. أحرز خلال مسيرته في الإن بي إيه 2555 نقطة بمعدل 8.5 نقاط في المباراة الواحدة.

## المسيرة الاحترافية
لعب مع ريال مدريد لكرة السلة في الدوري الإسباني في موسم 1990–1991، ثم لعب مع أورلاندو ماجيك في موسم 1991–1992، ثم لعب مع لوس أنجلوس كليبرز من سنة 1992 إلى 1997، ثم لعب مع مينيسوتا تمبر ولفز في موسم 1997–1998، ثم لعب مع هيوستن روكتس في سنة 1999، ثم لعب مع فيلادلفيا سفنتي سيكسرز في سنة 1999.

## روابط خارجية
- ستانلي روبرتس على موقع إن بي أي (الإنجليزية)
- ستانلي روبرتس على موقع سبورتس رفرنس (الإنجليزية)
- ستانلي روبرتس على موقع الدوري الإسباني لكرة السلة (الإسبانية)
- ستانلي روبرتس على موقع كرة السلة الأوروبية.كوم (الإنجليزية)
- ستانلي روبرتس على موقع كلية كرة السلة في سبورتس رفرنس.كوم (الإنجليزية)
- ستانلي روبرتس على موقع ريلجم (الإنجليزية)
- ستانلي روبرتس على موقع بروبوليرز (الإنجليزية)
- ستانلي روبرتس على موقع سبورتس رفرنس (الإنجليزية)